# Josef Engel
Josef Engel (ur. 3 lipca 1942 w Pradze) – czechosłowacki zapaśnik walczący w stylu wolnym. Dwukrotny olimpijczyk. Odpadł w eliminacjach turnieju w Meksyku 1968 i Monachium 1972. Startował w kategoriach 63–68 kg
Brązowy medalista mistrzostw Europy w 1969. Siedmiokrotny mistrz kraju, w latach 1966–1969, 1971–1973.
- Turniej w Meksyku 1968 - 63 kg

Przegrał Vehbim Akdağiem z Turcji i Szamseddinem Abbasim z Iranu.
- Turniej w Monachium 1972 - 68 kg

Zwyciężył Kubańczyka Eduardo Quintero i przegrał z Petrem Poalelungim z Rumunii i Rusłanem Aszuralijewem z ZSRR.